# John Harbison
John Harris Harbison (født d. 20. december 1938 i Orange, New Jersey, USA) er en amerikansk komponist. 
Harbison studerede hos Walter Piston og Roger Sessions. Vandt i 1987 Pulitzerprisen for orkesterværket The Flight Into Egypt. 
Han har vundet adskillelige priser igennem tiden , og har komponeret 6 symfonier, operaer og orkesterværker i moderne amerikansk stil. 

## Udvalgte værker
- Symfoni nr. 1 (1981) - for orkester
- Symfoni nr. 2 (1987) - for orkester
- Symfoni nr. 3 (1990) - for orkester
- Symfoni nr. 4 (2003) - for orkester
- Symfoni nr. 5 (2007) - for orkester
- Symfoni nr. 6 (2011) - for orkester
- "Flyvningen til Egypten" (1986) - for sopran, baryton, kor og kammerorkester
- "Ullyses sløjfe" (1983) – ballet
- Violinkoncert (1978-1980) - for violin og kammerorkester
- Obokoncert (1991) - for obo og orkester
- Fløjtekoncert (1994)- for fløjte og orkester
- klaverkoncert (1978) - for klaver og kammerorkester
- "Koncert" (1988) - for dobbelt brassband, kor og orkester
- 5 Strygekvartetter (1985, 1987, 1993, 2002, 2011)